# Dretzel

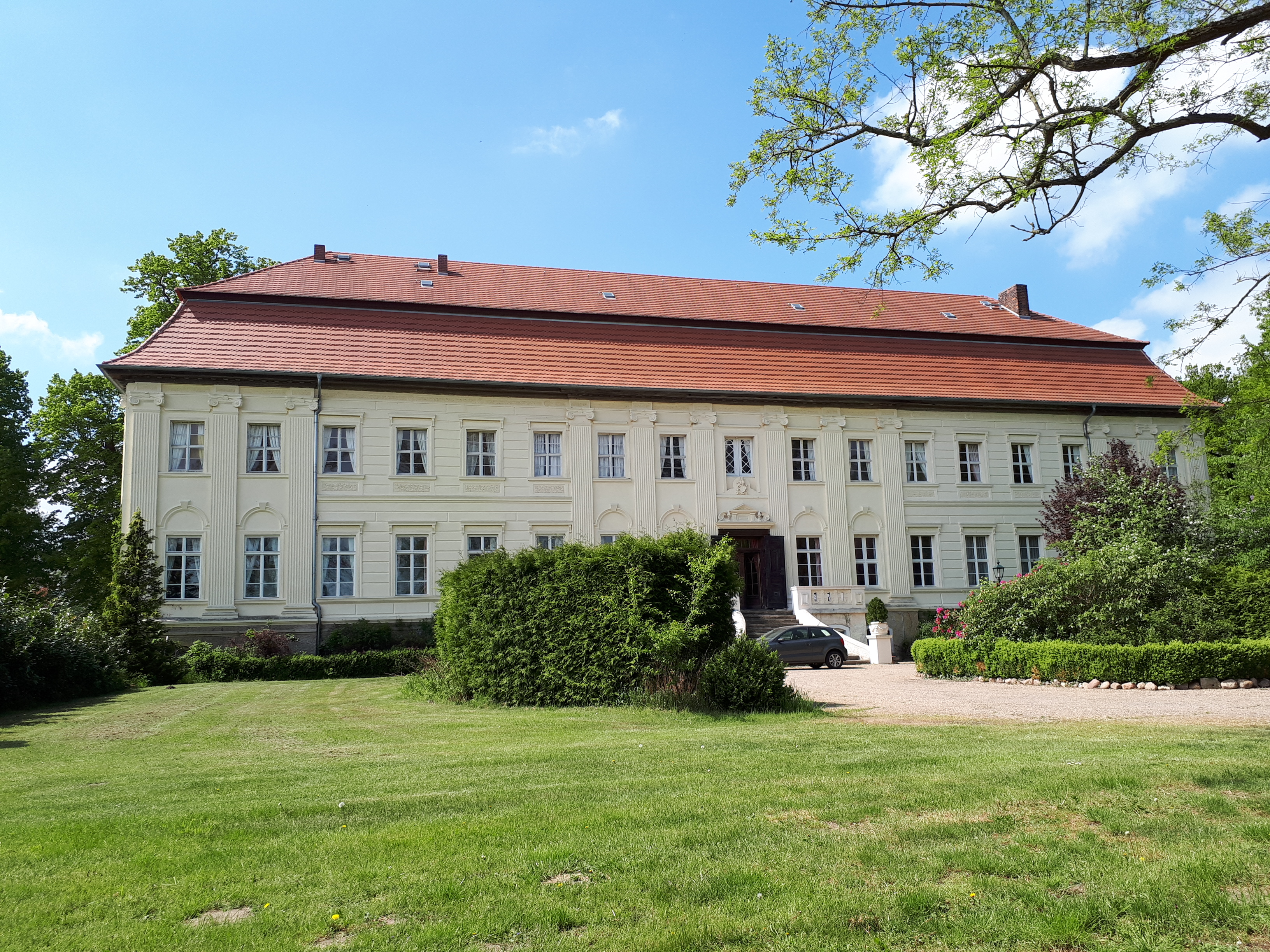
Schloss Ostseite 2018

Dretzel ist ein Ortsteil der Ortschaft Gladau der Stadt Genthin im Jerichower Land im Bundesland Sachsen-Anhalt.

## Geografie
Das Dorf liegt zwei Kilometer nordwestlich von Gladau am Südrand des Fiener Bruchs. Durch den Ort führt die Landesstraße 54 über Gladau zur Bundesstraße 1, über die die 22 Kilometer entfernt liegende Kreisstadt Burg zu erreichen ist. In entgegengesetzter Richtung führt die Landesstraße zur Bundesstraße 107 und nach 13 Kilometern nach Genthin. Südlich von Dretzel erstrecken sich weite landwirtschaftliche Flächen.

## Geschichte
Der Ort ist slawischen Ursprungs und lag im Wendengau Moricane (Morizane), der den südlichen Teil des heutigen Landkreises Jerichower Land abdeckte. Zu Beginn des 10. Jahrhunderts errichtete der fränkische König Heinrich I. hier eine Burgwardei namens Dritzele zur Sicherung der Ostgrenze seines Reiches. Sein Nachfolger, Kaiser Otto I., übergab Dretzel dem Erzstift Magdeburg. Als sein Sohn Kaiser Otto II. diesen Vorgang am 5. Juni 973 schriftlich bestätigte, wurde Dretzel zum ersten Mal urkundlich erwähnt.
Im Zusammenhang mit der Wiederherstellung des Bistums Merseburg bestätigte Kaiser Heinrich II. im Jahre 1011 dem Erzbistum erneut seine Besitzrechte an Dretzel. Im 14. Jahrhundert werden die Knappen Henning und Werner von Kracht mit Dretzel belehnt. Sie sind die Erbauer des ersten Dretzeler Schlosses. Ihnen folgte um 1350 die in Altenplathow ansässige Familie von Meyendorf, die den Ort bis in das 16. Jahrhundert besaßen. 1553 wurde Dretzel gegen Besitzungen bei Burg vom erzbischöflichen Geheimrat Lippold von Arnim im Tausch von Georg von Meyendorf erworben. Lippolds Nachfahre, der Domherr Hans Georg von Arnim, verkaufte Dretzel 1617 an Georg von Angern auf Stassfurt.
Anlässlich einer Inspektion der von ihm angeordneten Trockenlegung des Fiener Bruchs hielt sich der preußische König Friedrich II. 1779 im Schloss Dretzel auf. Als der letzte männliche Nachkomme der Familie von Angern, Rittmeister Gustav Friedrich von Angern, 1790 starb, heiratete dessen Tochter Ferdinandine den Kriegs- und Domänenrat Herrmann Ludwig von Stilcke. Dieser musste das Schloss Dretzel neu aufbauen, nachdem es in der Napoleonzeit 1807 abgebrannt war. Der einzige Sohn von Stilcke starb mit 31 Jahren, sodass Dretzel über die Tochter Adelgunde 1835 in den Besitz der Familie ihres Ehemanns gelangte, dem preußischen Generalmajor Heinrich von Ostau.

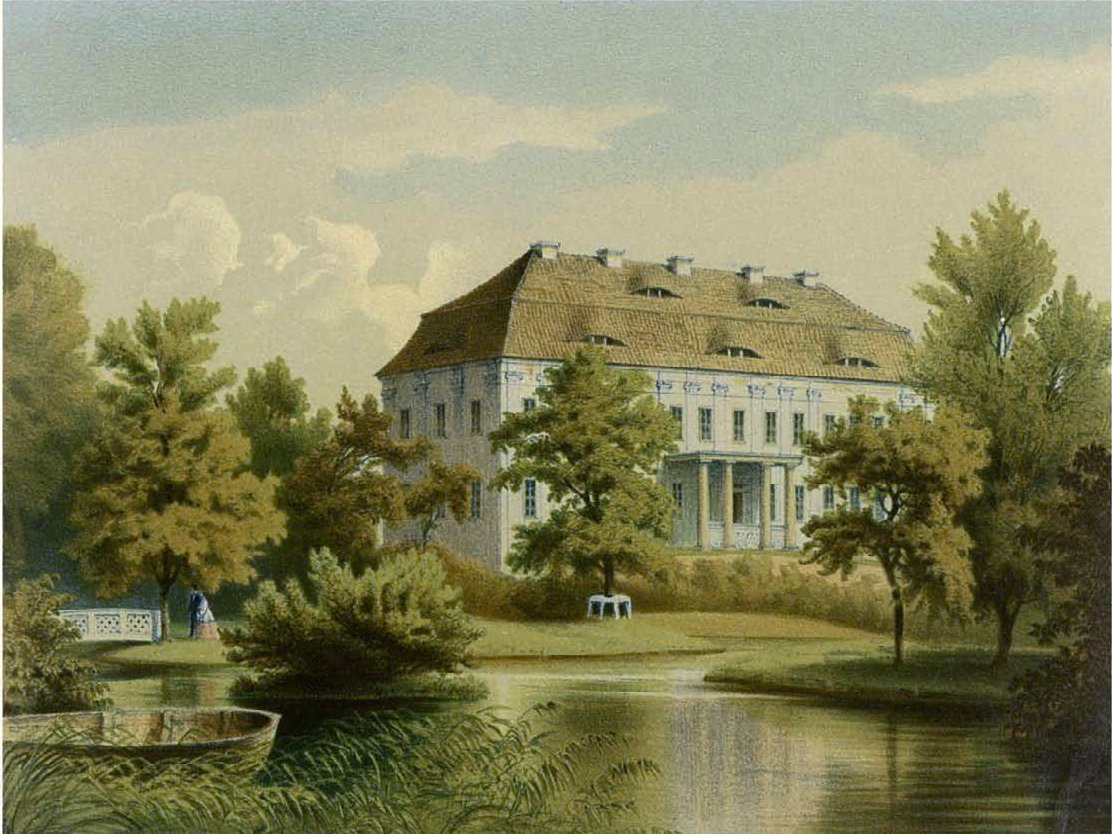
Schloss Dretzel um 1860, Sammlung Alexander Duncker

Im Rahmen der preußischen Verwaltungsreform von 1815 kam Dretzel mit seinen etwa 300 Einwohnern in den Kreis Jerichow II mit der Kreisstadt Genthin. Obwohl ab 1917 die Bahnstrecke Güsen–Ziesar durch den Ort führte, behielt Dretzel seinen landwirtschaftlich geprägten Charakter. Lediglich eine Branntweinbrennerei wurde auf dem Gutsgelände betrieben. Allerdings war die Zahl der Einwohner 1910 auf 359 angestiegen. Am 30. September 1928 wurde der Gutsbezirk Dretzel mit der Landgemeinde Dretzel vereinigt.
1945 wurde das ehemalige Rittergut Dretzel durch die von der sowjetischen Besatzungsmacht angeordnete Bodenreform enteignet. Der Landbesitz wurde an Neubauern aufgeteilt. Das Schloss ging 1948 in den Besitz der Kommune über, die es in der Folgezeit als Kindergarten, Schule, Jugendklub und Wohnheim nutzte.
Am 20. Juli 1950 wurde die bis dahin eigenständige Gemeinde Dretzel nach Gladau eingemeindet.
Ab 1952 gingen die ehemaligen Gutsflächen in genossenschaftliche Nutzung über. Infolge der politischen Wende von 1989 gelang es 1999 Hans-Fabian von Ostau, das Schloss durch Kauf wieder in den Besitz seiner Familie zu bringen.
Mit der Eingemeindung Gladaus wurde Dretzel am 1. Juli 2009 ein Ortsteil der Stadt Genthin.

## Politik

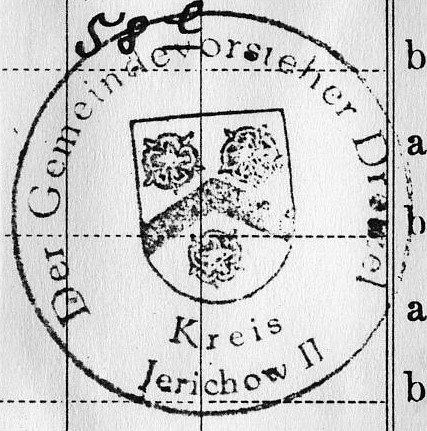
Altes Siegel der Gemeinde Dretzel

### Historisches Wappenbild
Die ehemalige Gemeinde Dretzel führte in ihrem Gemeindesiegel schon einmal ein wappenähnliches Siegelbild. Dieses wurde im Zeitraum nach dem Zweiten Weltkrieg bis etwa zur Einführung der Bezirke und Kreise in der DDR (1945–1952) benutzt.
Eine weitere Quelle ist das Kreisheimatmuseum in Genthin.

### Wappen
Blasonierung: „In Rot über mit rotem Balken belegten silbernen Schildfuß ein weidendes silbernes Schaf.“
Das Wappen vom Ortsteil Dretzel ist als Wappen eines nicht selbstständigen Ortsteils unter der Registratur Nr. 36 ST am 18. November 2014 in die Deutsche Ortswappenrolle des HEROLD eingetragen und dokumentiert worden. Gestiftet wurde es vom Feuerwehrvereins Dretzel e. V., vertreten durch Herrn Falk-Holger Schmidt, um es als Symbol der örtlich-lokalen Identität außerhalb von Amtshandlungen zu führen. Die Gestaltung übernahm der Kommunalheraldiker Jörg Mantzsch, der es zur Beurkundung führte.
Die Führung eines Wappens für den nunmehrigen Ortsteil Dretzel wurde auf Initiative des Feuerwehrvereins Dretzel e. V., vertreten durch Herrn Falk-Holger Schmidt, beschlossen, um künftig ein die örtliche Tradition repräsentierendes Wappen als Symbol der individuellen Selbstdarstellung von Dretzel zu führen. Gleichzeitig soll das Wappen für die Einwohner von Dretzel ein nachhaltig identitätsstiftendes Symbol in Verbindung zum Heimatort sein.
Im Jahre 1973 feierte der Ort sein 1000-jähriges Jubiläum und entwarf dazu ein Wappen. Es zeigt in einem blau-grün durch eine silberne Leiste geteilten Wappen ein grasendes silbernes Schaf. Da diese Darstellung nicht den heraldischen Regeln entsprach, wurde vom Stifter beschlossen, das grasende Schaf als Hauptsymbol beizubehalten, es aber nicht perspektivisch darzustellen. Weiterhin wurde überlegt, eine zusätzliche Symbolik in das Wappen aufzunehmen, die sich auf den Ortsnamen und den früheren Herrschaftsbesitz bezieht.
Etymologisch leitet sich Dretzel bzw. Dritzele aus dem slawischen Wortstamm tret ab, was Drittel oder Dritter bedeutet. Noch heute finden wir den Wortstamm in dieser Bedeutung bei trzecia (poln-), tretina (tsch) und (russ). Da nicht der Ort, sondern ursprünglich der Burgward so benannt wurde, liegt es nahe, dass er einer von Dreien war, bzw. ein Drittel eines damals definierten Herrschafts- und Verwaltungsbereiches war, was aber rein spekulativ ist.
Eine erste Belehnung lässt sich im 14. Jahrhundert mit den Knappen Henning und Werner von Kracht nachweisen, die auch die Erbauer des ersten Dretzeler Schlosses waren. Das Wappen des brandenburger Stamms derer von Kracht wird beschrieben als: „In Blau eine geflügelte silberne Greifenklaue mit rotem Balken über dem silbernen Flügel; auf dem Helm mit blau-rot-silbernen Decken das Schildbild.“ Interessant an diesem Wappen ist der rote Balken, der auf silbernem Flug die brandenburger bzw. magdeburgischen Farben signalisiert.
Abgeleitet vom in der DDR entworfenen Wappenbild, das sich durch häufige Verwendung im Bewusstsein der Bevölkerung etabliert hat, sowie von der Namensbedeutung und den ersten nachweislichen Lehnsherren wurde das Ortswappen mit allen drei Elemente entwickelt, auf die sich Dretzel beziehen. Das sind ein grasendes Schaf und ein Schildfuß, der sich durch den roten Balken der Familie von Kracht in drei Drittel teilt. Schaf, Name und historischer Wappenbezug sind so in reduzierter Darstellung im Ortswappen enthalten.

## Kulturdenkmäler
- Kriegerdenkmal Dretzel
- Schloss Dretzel
- St.-Sophia-Kirche